# C/2008 Q1 (Matičič)
C/2008 Q1 (Matičič) – kometa długookresowa, która od momentu odkrycia nie dokonała jeszcze pełnego obiegu wokół Słońca, w związku z czym może być traktowana jako jednopojawieniowa.

## Odkrycie
Kometa została odkryta 22 sierpnia 2008 przez słoweńskiego astronoma Stanislava Matičicia z obserwatorium astronomicznego Črni Vrh.

## Orbita komety
Orbita komety C/2008 Q1 (Matičič) ma kształt bardzo wydłużonej elipsy o mimośrodzie 0,995. Jej peryhelium znalazło się w odległości 2,96 j.a., a aphelium 1184 j.a. od Słońca. Nachylenie jej orbity do ekliptyki to wartość 118,6˚. Kometa minęła swe peryhelium 30 grudnia 2008 roku.